# Assedio di Hulst (1591)
L'assedio di Hulst fu un assedio svoltosi dal 20 al 24 settembre 1591 presso la città di Hulst nel corso della guerra degli ottant'anni. L'assedio fu parte della campagna di Maurizio d'Orange condotta nel 1591.

## Antefatto
All'inizio del 1591, Maurizio d'Orange col suo esercito aveva lanciato una campagna militare contro le città di Zutphen, Deventer e Delfzijl, costringendo la guarnigione spagnola alla resa. La sua armata includeva sedici reggimenti inglesi al comando di sir Francis Vere e dieci scozzesi al comando del colonnello Balfour. Le forze combinate si scontrarono con quelle di Alessandro Farnese, duca di Parma, al forte di Knodsenburg, poco più a nord di Nimega, e sconfissero gli spagnoli nel corso dell'assedio.
Successivamente Maurizio diede l'idea al nemico di volersi ritirare per l'inverno alla fine di settembre del 1591 Al contrario egli sbarcò col suo esercito a Kreverwille, e da qui marciò sulla città di Hulst, riuscendo a giocare gli spagnoli che infatti avevano sguarnito la città lasciandovi solo 400 uomini, non sospettando che vi fosse un tentativo di assedio.

## L'assedio e le conseguenze
Maurizio giunse a Hulst come pianificato il 19 settembre e colse il vantaggio dell'assenza del grosso delle truppe spagnole per dare inizio all'assedio. Il principe d'Orange sperava in un'azione di breve durata e per questo ordinò un bombardamento massiccio e continuo. Il comandante della guarnigione spagnola, il colonnello Castillo, venne colto completamente di sorpresa dagli anglo-olandesi che lo circondavano ed offrì una minima resistenza. Dopo cinque giorni di bombardamenti, Castillo si trovò ancora senza aiuti esterni e per questo chiese la resa onorevole che gli venne accordata dagli olandesi.
Ad Anversa, che stava celebrando il primogenito del duca di Parma, Ranuccio Farnese, la notizia della resa di Hulst giunse completamente inaspettata e scioccò l'alto comando spagnolo. Il duca di Parma ordinò che Castillo fosse immediatamente decapitato per la negligenza dimostrata.
Maurizio iniziò quindi ad organizzare un possibile assedio a Nimega anziché a Geertruidenberg come gli spagnoli si aspettavano certamente. Dopo cinque anni di governo olandese, la città di Hulst venne riconquistata dalle forze spagnole al comando dell'arciduca Alberto d'Austria e tale rimase sino all'ultimo assedio del 1645 che la riportò nelle mani degli olandesi.